# Odstředivé vřeteno
Odstředivé vřeteno je zařízení pro bezbalonové zakrucování a navíjení příze. Zařízení sestává z rotujícího hrnce s vodičem niti.
Systém odstředivého vřetena (angl.: pot spinning system, něm.: Zentrifugenspinnverfahren) se původně používal při výrobě viskózových filamentů. Později, asi v 70. letech minulého století, bylo zkonstruováno na tomto principu několik dopřádacích strojů na lýková vlákna. (Např. stroje italské firmy Gardella nebo odstředivky na dopřádání lýkových vláken vyráběné také v Československu).
Přestože odstředivá vřetena jsou více než třikrát produktivnější než vřetena s prstencem a běžcem a dávají kvalitnější přízi, byly stroje na odstředivé dopřádání v praxi nerentabilní a přestaly se vyrábět. 
Funkce odstředivého vřetena na dopřádacím stroji: 
Stužka vláken vycházejících z průtahového ústrojí je po průchodu vodičem přitisknuta odstředivou silou rotujícího hrnce na jeho vnitřní stěnu. Rotace se přenáší na vlákna, ta se zakrucují a vzniká nit. Vodič niti dostává vertikální pohyb ve středu hrnce od dna po horní okraj a zpět, z niti se tvoří věnec, tzv. koláč, což je cívka křížově vinutá od vnějšku ke středu odstředivky. Cívka je ve středu dutá, bez nosiče. Po dosažení určité velikosti se návin vyjímá z hrnce s pomocí snímacího vřetene, které se k tomu účelu zavádí do dutiny v cívce. 
Hřídel vřetena je umístěna v magnetovém uložení, otáčky se na ni přenáší od motoru popruhovým hnacím ústrojím.